# Zeisolf-Wolfram
Die Familie Zeisolf-Wolfram, auch Zeisolf-Wolframe oder Wolfram-Zeisolfe (schr. Zeizolf/Ceizolf), war eine Gaugrafenfamilie mit Stammburg in der Nähe von Mühlacker, dem heutigen Norden Baden-Württembergs. Sie waren vermutlich mit den Konradinern und Sieghardingern durch weibliche Linien verwandt.
Die Familie wurde schließlich in den nordwestlichen Gebieten des Nahegau und Trechirgau einflussreich. Es besteht die Möglichkeit, dass sie die direkten Vorfahren der Spanheimer und Grafen von Sponheim sind. Außerdem stammen von Zeisolf-Wolfram die Geschlechter Dürrmenz, Enzberg, Magenheim und Niefern.

## Stammliste
Die Stammliste wurde entsprechend Donald C. Jackman angefertigt, dessen These gilt allerdings als umstritten, da sie nicht auf Urkunden, sondern größtenteils auf Namenforschung basiert:
- Zeisolf I. († nach 958), Gaugraf von Mayenfeldgau (945), Wormsgau (954)
  - A: Zeisolf II., Gaugraf von Wormsgau (1008), Speyergau
    - B: Folmar, Vogt von Worms
    - B: Zeisolf III. († 1031), Graf im Wormsgau
    - B: Wolfram I. († nach 1024), Graf im Speyergau (987–1006), Elsenzgau (um 1024) und Kraichgau
      - C: Wolfram II., Graf im Kraichgau (1024–1056)
        - D: Zeisolf IV. († 1072), um 1065 Graf im Elsenzgau
        - D: Johannes (* 1063; † 26. Oktober 1104), Bischof von Speyer

      - C: Siegfried I. (* um 1010/15; † 7. Februar 1065), 1044 regierender Graf zu Sponheim, 1045–1046 Markgraf der Ungarnmark, ab 1048 durch Heirat Gaugraf im Pustertal und Graf im Lavanttal, Vogt der Hochstifte Salzburg und Brixen
        - D: (wohlbekannte Kinder)
        - D: Engelbert I. von Spanheim († 1. April 1096), ab 1057[4] Graf im Kraichgau, bis 1091 Graf im Pustertal, Graf im Lavanttal, Vogt des Hochstiftes Salzburg und Stifter des Stiftes St. Paul
        - D: Stephan I. von Sponheim, ⚭ N.N., Schwester des Grafen Berthold IV. von Stromberg
        - D: Markward